# Kaczka pacyficzna
Kaczka pacyficzna (Anas superciliosa) – gatunek dużego ptaka z rodziny kaczkowatych (Anatidae). Występuje w Australii, na Nowej Zelandii, Nowej Gwinei oraz niektórych wyspach Indonezji i Oceanii. Nie jest zagrożony wyginięciem.

## Taksonomia
Po raz pierwszy gatunek opisał Johann Friedrich Gmelin w 1789 na podstawie holotypu z Nowej Zelandii. Nowemu gatunkowi nadał nazwę Anas superciliosa. Nazwa ta jest obecnie (2020) akceptowana przez Międzynarodowy Komitet Ornitologiczny (IOC). IOC wyróżnia 2 podgatunki:
- A. s. superciliosa Gmelin, JF, 1789
- A. s. pelewensis Hartlaub & Finsch, 1872

Możliwe, że przedstawiciele Anas oustaleti byli w rzeczywistości hybrydami kaczek pacyficznych z krzyżówkami (Anas platyrhynchos). W niewoli odnotowano przypadki hybrydyzacji z kilkoma gatunkami rodzaju Anas; z krzyżówką daje płodne mieszańce. Możliwe, że na Nowej Zelandii nawet ¼ populacji kaczek pacyficznych stanowią hybrydy. Zdaniem autorów Handbook of the Birds of the World nierozsądnym jest wyodrębnianie podgatunków kaczek pacyficznych, zważywszy na skalę ich hybrydyzacji. Niektórzy autorzy uznawali kaczkę pacyficzną za podgatunek kaczki pstrodziobej (Anas poecilorhyncha), jednak badania molekularne wskazują na to, że jest to odrębny gatunek, siostrzany wobec kaczki filipińskiej (A. luzonica).

## Zasięg występowania
Kaczki pacyficzne zamieszkują Sumatrę, Jawę, Bali, Wyspy Kangean, Moluki, Małe Wyspy Sundajskie (na wschód po Timor), Nową Gwineę, Archipelag Bismarcka, Wyspy Salomona, Australię, Nową Zelandię i jej większe przybrzeżne wyspy oraz wyspy południowo-zachodniego Oceanu Spokojnego (na wschód po Polinezję Francuską).

## Morfologia
Długość ciała 47–61 cm, rozpiętość skrzydeł 82–93 cm, masa ciała samca 642–1400 g, masa ciała samicy 560–1400 g. Kaczki pacyficzne przypominają samice krzyżówek, są jednak ciemniejsze, mają jasną, pokrytą pasami głowę i zielonobrązowe nogi. Lusterko zielone, z czarnymi obrzeżeniami, z jednej strony czarno-białym. Tęczówka brązowa, dziób ołowianoszary z czarną końcówką.

## Ekologia i zachowanie
Środowiskiem życia kaczek pacyficznych są różne obszary podmokłe, zarówno z wodą słodką, jak i słoną; preferują wody stojące z obfitą roślinnością i tereny bagienne. Odnotowywane były od poziomu morza do 3660 m n.p.m. Żywią się głównie materią roślinną, na przykład nasionami roślin wodnych. Zjadają również zwierzęta, takie jak owady wodne i ich larwy, raki i mięczaki. Zdarza im się zjadać wysuszone rośliny, w szczególności zimą.

### Lęgi

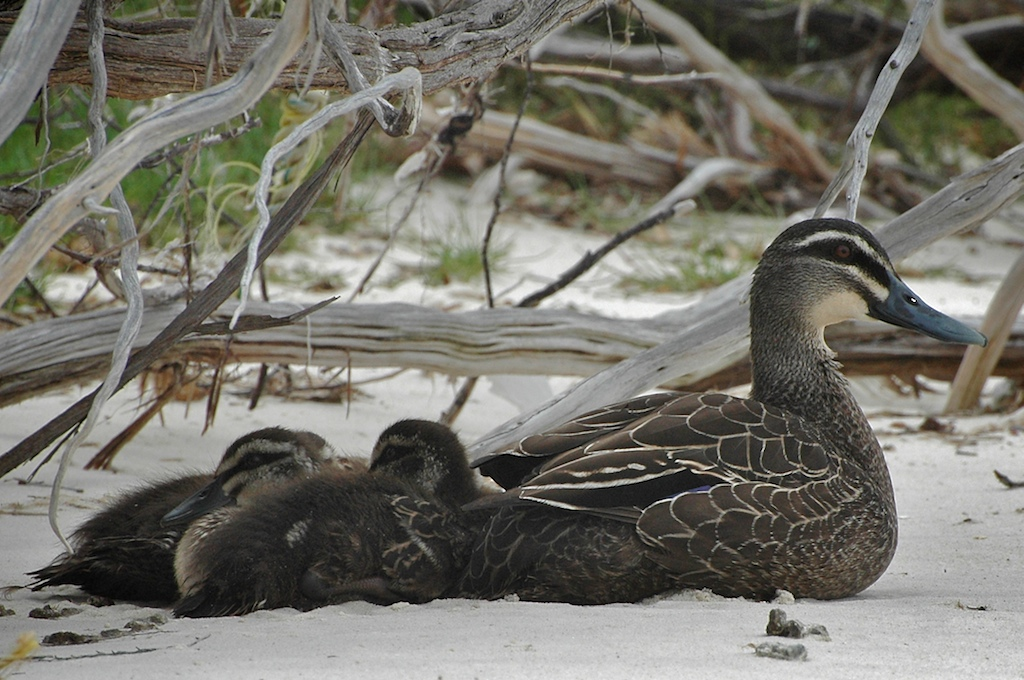
Samica z pisklętami

Okres lęgowy w południowej Australii trwa od czerwca do października, w północnej Australii od marca do maja, zaś na Nowej Zelandii od września do stycznia.
Kaczki pacyficzne gniazdo budują na ziemi lub w dziupli drzewa. Zniesienie liczy 8–13 jaj o skorupce barwy kremowej, zielonobiałej lub kremowozielonej i średnich wymiarach 51 na 42 mm. Budową gniazda, wysiadywaniem i opieką nad młodymi zajmuje się tylko samica. Inkubacja trwa 26–32 dni. Młode są w pełni opierzone po 52–66 dniach życia. Dojrzałość płciową uzyskują po roku życia.

## Status
IUCN uznaje kaczkę pacyficzną za gatunek najmniejszej troski (LC, Least Concern) nieprzerwanie od 1988 roku (stan w 2017).